# Dompierre-du-Chemin
Dompierre-du-Chemin är en kommun i departementet Ille-et-Vilaine i regionen Bretagne i nordvästra Frankrike. Kommunen ligger i kantonen Fougères-Sud som tillhör arrondissementet Fougères-Vitré. År 2018 hade Dompierre-du-Chemin 544 invånare.

## Befolkningsutveckling
Antalet invånare i kommunen Dompierre-du-Chemin
Referens:INSEE